# Guy Trosper
Guy Trosper (27 maart 1911 – 19 december 1963) was een Amerikaans scenarioschrijver.

## Levensloop en carrière
Trosper werd geboren in 1911. Hij was de oudere broer van Kathryn Trosper Popper. Hij begon zijn loopbaan in 1942 door het schrijven van het scenario van Eyes in the Night met Edward Arnold en Donna Reed in de hoofdrollen. In 1949 schreef hij The Stratton Story met James Stewart in de hoofdrol. In 1957 volgde een samenwerking met Elvis Presley in Jailhouse Rock. In 1962 schreef hij Birdman of Alcatraz. Zijn laatste film was The Spy Who Came in from the Cold (1965), die na zijn dood uitkwam. 
In 1966 ontving hij postuum de Edgar Allan Poe Award. Trosper was in 1963 op 52-jarige leeftijd overleden.

## Filmografie (selectie)
- Eyes in the Night, 1942
- The Stratton Story, 1949
- Jailhouse Rock, 1957
- Birdman of Alcatraz, 1962
- The Spy Who Came in from the Cold, 1965